# Cispia polygramma
Cispia polygramma är en fjärilsart som beskrevs av Collenette 1951. Cispia polygramma ingår i släktet Cispia och familjen tofsspinnare. Inga underarter finns listade i Catalogue of Life.